# 3 juin 2010
Le jeudi 3 juin 2010 est le 154e jour de l'année 2010.

## Décès
- Daniel Le Comte (né le 1er décembre 1928), réalisateur français de télévision
- Éloi Julenon (né le 11 octobre 1920), fonctionnaire et homme politique réunionnais
- Ernest Wiehe (né le 2 juin 1944), saxophoniste alto, arrangeur musical, compositeur et jazzman mauricien
- Hasan di Tiro (né le 25 août 1925), homme politique indonésien
- João Aguiar (né le 26 octobre 1943), journaliste et écrivain de langue portugaise
- Luigi Padovese (né le 31 mars 1947), évêque catholique italien
- Paul Malliavin (né le 11 septembre 1925), mathématicien français
- Rue McClanahan (née le 21 février 1934), actrice américaine
- Vladimir Arnold (né le 12 juin 1937), mathématicien russe (1937-2010)

## Événements
- une juge et un greffier abattus en plein tribunal à Bruxelles[1],[2] ;
- six hommes se cloîtrent pour un an et demi pour simuler un voyage vers Mars[3] ;
- fusillade en Grande-Bretagne: au moins 12 personnes tuées par un forcené, 25 blessées[4].
- Création de l'établissement public d'aménagement Paris-Saclay
- 11e cérémonie des IIFA Awards
- Sortie du film américain American Trip
- Fin de la série télévisée sud-coréenne Cinderella's Sister
- Début de la classique de Wuxi de snooker 2010
- Sortie du film Green Zone
- Incendie de Dacca en 2010
- Sortie du film américain La Dernière Chanson
- Fin de la série télévisée allemande Le Cinquième Commandement
- Sortie du film allemand Les Deux Chevaux de Gengis Khan
- Création de l'association internationale Linaro
- Sortie du film suédois Millénium 3, La Reine dans le palais des courants d'air
- Sortie du jeu vidéo Numen: Contest of Heroes
- Sortie du film américain Prince of Persia : Les Sables du Temps
- Création des réserves nantionales de faune : Akpait, Ninginganiq et Qaqulluit
- Sortie du film américano-canadien Repo Men
- Sortie du film Splice
- Sortie du film britannique StreetDance 3D
- Sortie du court-métrage d'animation The Lost Thing